# Abarema

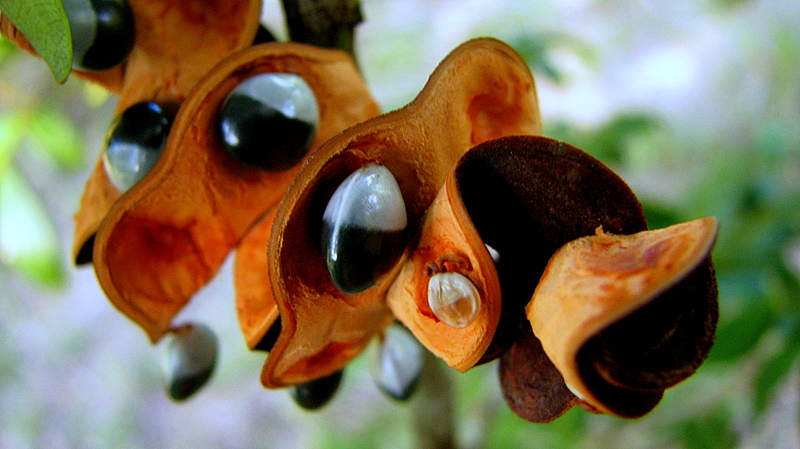
Otevřené lusky Abarema cochliacarpos

Abarema je rod rostlin z čeledi bobovité. Jsou to stromy s dvakrát zpeřenými listy a květy s dlouhými, vyčnívajícími tyčinkami, uspořádanými v kulovitých nebo klasovitých květenstvích. Rod zahrnuje 46 druhů a je rozšířen v tropické Americe.

## Popis
Zástupci rodu Abarema jsou beztrnné, obvykle stálezelené stromy nebo keřovité stromky. Listy jsou dvakrát zpeřené, složené z 1 až 6 párů postranních žeber nesoucích 1 až 13 párů poměrně velkých lístků. Na řapíku listu je miskovité nebo bradavčité nektárium. Palisty jsou drobné a opadavé. Květy jsou přisedlé nebo krátce stopkaté, uspořádané v kulovitých hlávkách nebo řidčeji v klasech. Květenství jsou jednotlivá nebo po dvou v úžlabí listů. Vrcholový květ v hlávce je obvykle delší a širší než postranní květy. Kalich je zvonkovitý. Koruna je trubkovitá nebo úzce nálevkovitá. Tyčinek je mnoho a dlouze vyčnívají z květů. Nitky tyčinek jsou srostlé do trubičky. Lusky jsou dlouhé a úzké, nápadně stočené do kruhu, srpovité nebo i přímé, u některých druhů mezi semeny zaškrcované. Pukají 2 tenkými, kožovitými nebo dřevnatými chlopněmi. Uvnitř jsou lusky oranžovočerveně zbarvené. Semena jsou bez míšku.

## Rozšíření
Rod Abarema zahrnuje asi 46 druhů. Je rozšířen v tropické Americe od Mexika a karibských ostrovů po jihovýchodní Brazílii. Nejvíc druhů se vyskytuje v Guyanské vysočině a v Amazonii. Abaremy se vyskytují na celé škále tropických biotopů, jen výjimečně však rostou na zaplavovaných půdách.

## Taxonomie
Abarema připomíná rod albízie (Albizia), od nějž se odlišuje zejména pukavými plody a znaky na semenech. Na rozdíl od dalšího podobného rodu, Pithecellobium, nemá semena s míškem ani palisty přeměněné v trny.

## Význam
Kůra Abarema barbouriana obsahuje pěnivé saponiny a je místně používána při praní prádla.